# Coinon
Cet article possède un paronyme, voir Coinon (paronymie).
Pour un article plus général, voir Réseau hydrographique d'Eure-et-Loir.
Le Coinon, Couanon ou Couasnon est une rivière française qui coule dans le département d'Eure-et-Loir en région Centre-Val de Loire, affluent gauche de l'Eure, donc un sous-affluent de la Seine.

## Géographie
De 21,8 km de longueur, le Coinon prend sa source sur la commune de Thimert-Gâtelles, à 237 mètres d'altitude, entre les lieux-dits la Sapinière et le Bois de Beauvilliers. Il passe par les lieux-dits : vallée du Tronchet, vallée de Berg op Zoom, vallée Ourit, vallée des Joncs, dont il prend parfois les noms, puis il devient le Couasnon sur la commune de Mainvilliers (cf. photo dans l'infobox) et le Couanon sur la commune de Lèves[réf. souhaitée].
Il coule globalement d'ouest en est.
Il rejoint l'Eure en rive gauche à Lèves, à 122 m d'altitude, après avoir disparu de la surface dans le centre-ville (cependant certains panneaux sont encore visibles). L'abbaye Notre-Dame de Josaphat est juste à l'est de la confluence du Coinon et au nord-ouest de l'Eure.

### Communes traversées
Son cours étant situé uniquement dans le département d'Eure-et-Loir, le Coinon traverse huit communes et quatre cantons ; dans le sens amont vers aval : Thimert-Gâtelles (source), Vérigny, Mittainvilliers, Dangers, Briconville, Bailleau-l'Évêque, Mainvilliers, Lèves (confluence d'un des bras limitrophe avec Chartres).

Le Coinon, d'amont en aval
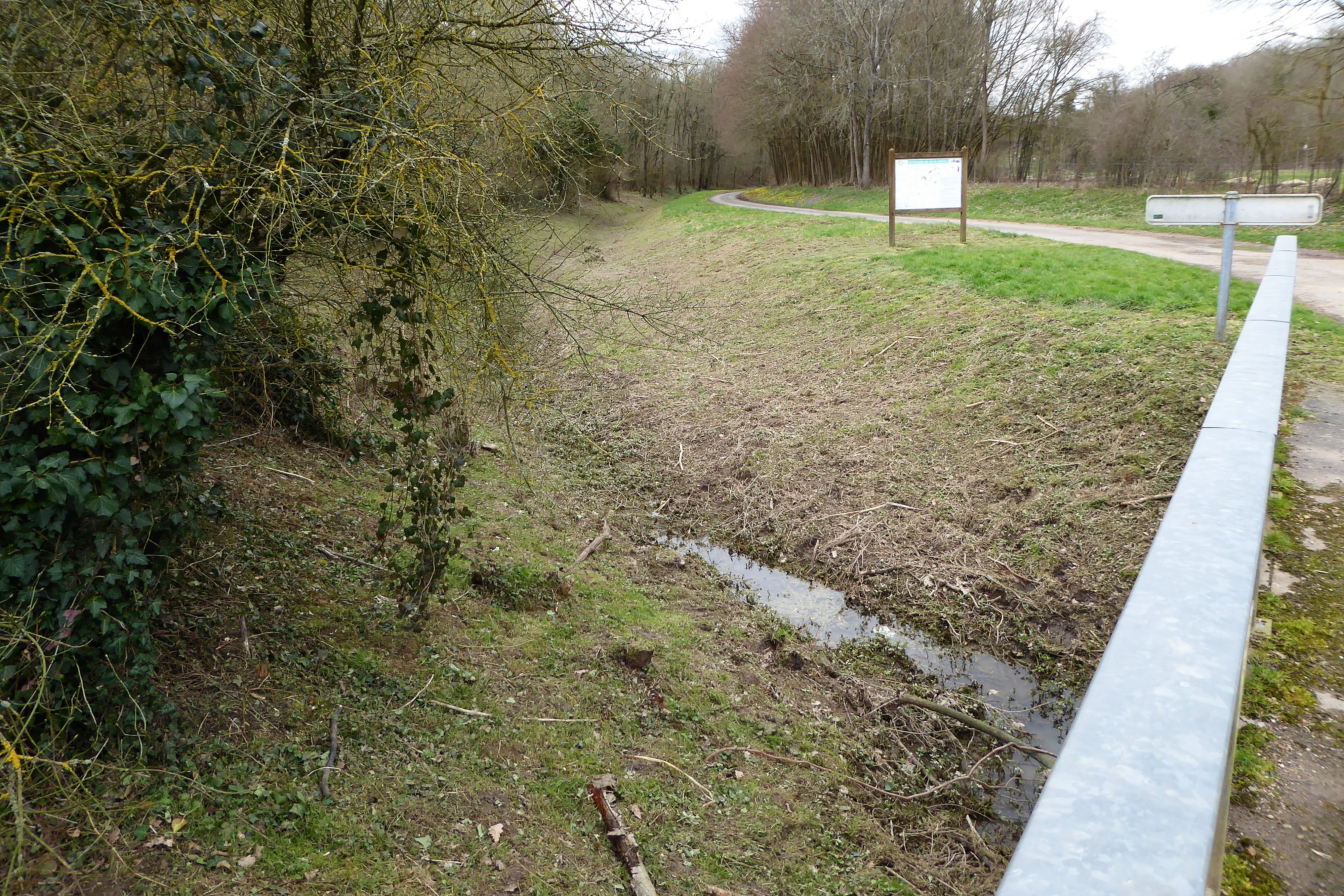
Le Coinon à l'entrée de Lèves, en amont du pont de la route départementale D 339.14.
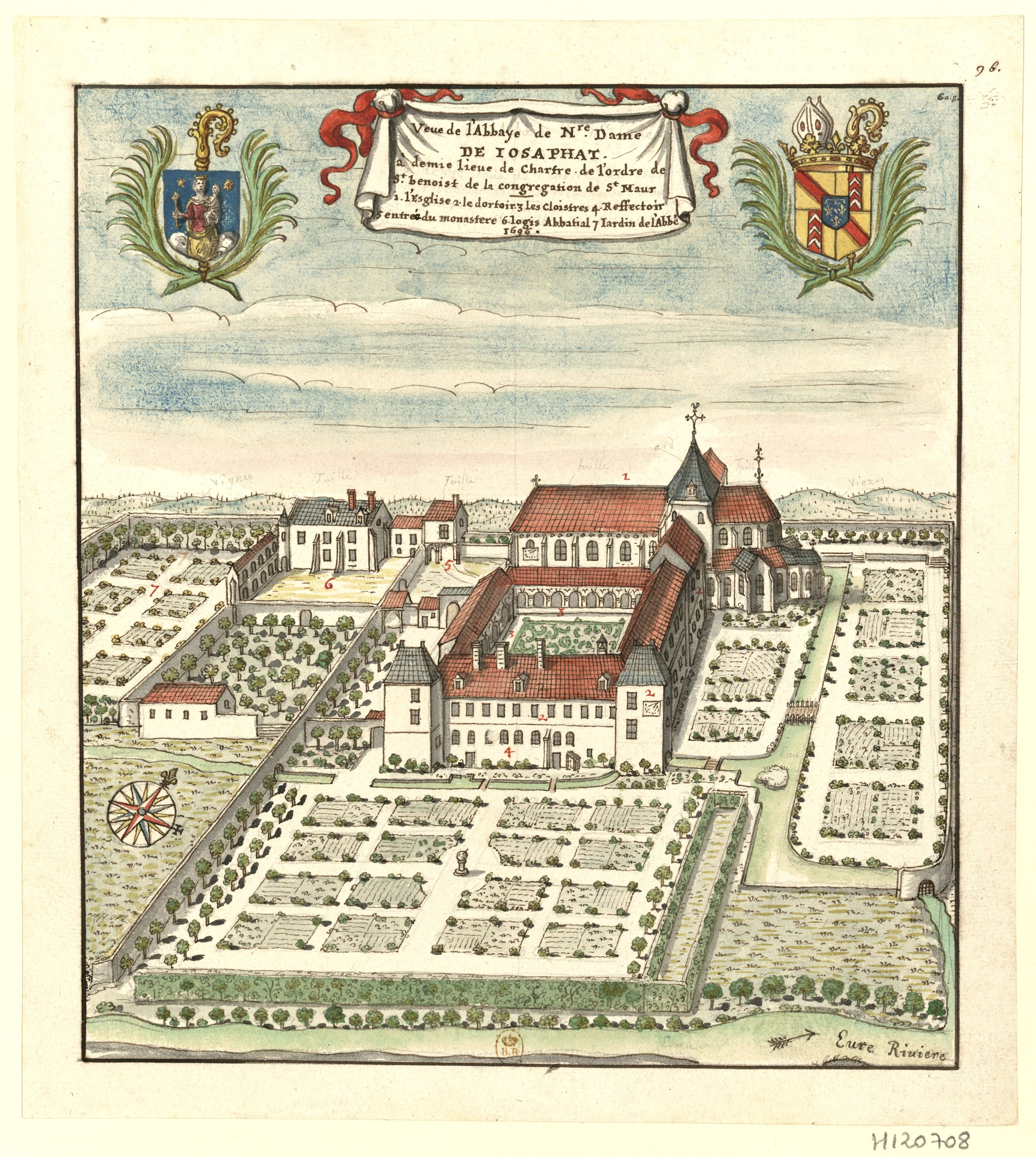
L'abbaye Notre-Dame de Josaphat à la confluence avec l'Eure.

Concernant les cantons et arrondissements, le Coinon prend sa source dans l'ancien canton de Châteauneuf-en-Thymerais, traverse les anciens cantons de Courville-sur-Eure et Chartres-Nord-Est, conflue dans l'ancien canton de Mainvilliers, le tout dans les deux arrondissement de Dreux et de Chartres.

### Bassin versant
Le Coinon traverse une seule zone hydrographique « L'Eure du confluent du ruisseau d'Houdouenne (exclu) au confluent du Coinon (inclus) » (H404) de 755 km2 de superficie. Ce bassin versant est constitué de 77,24 % de territoires agricoles, de 15,88 % de forêts et milieux semi-naturels, de 6,31 % de territoires artificialisés, de 0,66 % de surfaces en eau.

## Affluents
Le Coinon a quatre affluents référencés :
- la vallée du Débat (rd), 0,5 km sur la seule commune de Dangers.
- la vallée de la Miterne (rd), 3,3 km sur les trois communes de Mittainvilliers (source), Dangers, et Bailleau-l'Évêque (confluence).
- le fossé 01 du Barillet (rd), 1,7 km sur la commune de Bailleau-l'Évêque, avec un affluent :
  - la vallée de la Croix (rg), 1,3 km sur la seule commune de Bailleau-l'Évêque.
- la vallée du Carcan (rd), 2,5 km sur les trois communes d'Amilly, Bailleau-l'Évêque et Mainvilliers.

Le nombre de Strahler est donc trois.

## Hydrologie

### Le Coinon à Mainvilliers
Le débit moyen annuel ou module du Coinon, observé durant une période de 16 ans (de 1969 à 1985) à Mainvilliers, commune située peu avant son confluent avec l'Eure, est de 0,022 m3/s pour une surface de bassin de 755 km2.
Durant les mois de décembre, janvier et février, le débit moyen annuel est au plus haut avec 0,08 m3/s en février, soit 80 litres par seconde. Le débit peut être nul à la fin d'été, 0 m3/s en septembre. La hauteur maximale instantanée, relevée le 16 décembre 1981, est de 1,40 m. Au moins une perte est répertoriée dans le lit du Couasnon.